# Georg Bätzing
Georg Bätzing, född 13 april 1961 i Kirchen (Sieg) i Västtyskland, är en tysk romersk-katolsk biskop. Sedan 2016 är han biskop i Limburgs stift och sedan 2020 är han ordförande i den tyska biskopskonferensen.

## Biografi

### Präst
Bätzing studerade teologi och filosofi vid universitetet i Trier och universitet i Freiburg. Han prästvigdes i Trier av biskop Hermann Josef Spital den 18 juli 1987. 1996 avlade han en doktorsexamen. Den 1 november 2012 upphöjdes han till generalvikarie i Triers stift.

### Biskop
Bätzing vigdes till biskop den 18 september 2016 i Limburgs domkyrka av kardinal Rainer Woelki, ärkebiskop i Köln. Sedan 3 mars 2020 är han ordförande i den tyska biskopskonferensen. 

## Ställningstaganden
Bätzing har framhållit att kravet på celibat för präster borde vara frivilligt. Han stödjer dessutom prästvigning av kvinnor. Vidare stödjer han legaliseringen av homosexuella medborgerliga äktenskap. Han förespråkar kommunion med protestanter och han själv ger kommunion till den protestant som efterfrågar det.
I mars 2022 framhöll Bätzing att sex utanför äktenskapet inte är en synd och att samkönade relationer är "okej om de görs i trohet och ansvar".
I maj 2022 uttryckte han sin besvikelse över att påve Franciskus inte ändrat den katolska kyrkans lära kring homosexualitet och prästvigning för kvinnor.
2024 uttryckte Bätzing att kristna inte kan rösta på partier som Alternativ för Tyskland.